# Бејкер Сити (Орегон)
Бејкер Сити (енгл. Baker City) град је у америчкој савезној држави Орегон.

## Демографија
По попису из 2010. године број становника је 9.828, што је 32 (-0,3%) становника мање него 2000. године.
| Група             | 2000.         | 2010.         |
| Белци             | 9.268 (94,0%) | 9.080 (92,4%) |
| Афроамериканци    | 30 (0,3%)     | 45 (0,5%)     |
| Азијати           | 55 (0,6%)     | 52 (0,5%)     |
| Хиспаноамериканци | 250 (2,5%)    | 346 (3,5%)    |
| Укупно            | 9.860         | 9.828         |